# Centrostigma papillosum
Centrostigma papillosum är en orkidéart som beskrevs av Victor Samuel Summerhayes. Centrostigma papillosum ingår i släktet Centrostigma och familjen orkidéer. Inga underarter finns listade i Catalogue of Life.